# پل پروست
پل پروست یک روستا در ایران است که در شهرستان سیرجان واقع شده‌است. پل پروست ۳۳ نفر جمعیت دارد.